# Pernille Dyrstad Lydersen
Pernille Dyrstad Lydersen (17 dicembre 2003) è una sciatrice alpina norvegese.

## Biografia
Attiva dall'ottobre del 2019, la Lydersen ha esordito in Coppa Europa il 29 novembre 2021 a Mayrhofen in slalom gigante (34ª) e ai Mondiali juniores di Sankt Anton am Arlberg 2023 ha vinto la medaglia di bronzo nella discesa libera e nella gara a squadre; non ha debuttato in Coppa del Mondo e non ha preso parte a rassegne olimpiche o iridate.

## Palmarès

### Mondiali juniores
- 2 medaglie:
  - 2 bronzi (discesa libera, gara a squadre a Sankt Anton am Arlberg 2023)

### Coppa Europa
- Miglior piazzamento in classifica generale: 94ª nel 2023

### Campionati norvegesi
- 2 medaglie:
  - 1 oro (combinata nel 2022)
  - 1 bronzo (supergigante nel 2021)